# Tom Sommerlatte (Schauspieler)
Tom Sommerlatte (* 12. Februar 1985 in Wiesbaden) ist ein deutscher Schauspieler und Regisseur.

## Leben
Tom Sommerlatte kam als 10. der 11 Kinder seiner Eltern in Wiesbaden zur Welt. Aufgewachsen ist er in einer Waldsiedlung in der Nähe von Wiesbaden. Nach seinem Abitur studierte er Schauspiel an der Felix-Mendelssohn-Bartholdy-Schule, einer Hochschule für Musik und Theater in Leipzig.
Nach seiner Schauspielausbildung nahm er 2006 Einzelcoaching bei Kristiane Kupfer und 2007 an einem Military Bootcamp bei Paul Hornsby und Billy Budd teil. Von 2009 bis 2010 lernte er Biomechanik bei Tony de Maeyer.
Sommerlatte lebt in Berlin, spricht Deutsch, Englisch und Französisch und beherrscht sowohl den hessischen als auch den norddeutschen Dialekt.

## Filmographie
Quellen

### Als Schauspieler
- 2007 Mordgeständnis (TV-Psychokrimi)
- 2007 Miracle at St. Anna
- 2008 Interlunium (Kurzfilm)
- 2008 ESC (Kurzfilm)
- 2008 L’uomo che verrà/The Man who will come
- 2009 Bei den Unsrigen (Kurzfilm)
- 2009 Max Schmeling
- 2009 Blissestraße
- 2010 Petit Bleu (Kurzfilm)
- 2010 A moi Paris! (Kurzfilm)
- 2010 Good News (Kurzfilm)
- 2010 Cinema Cinema (Kurzfilm)
- 2011 Weisse Beine (Kurzfilm)
- 2012 Letzte Spur Berlin: Hoffnungsträger (Fernsehserie, eine Folge)
- 2012 Belle & Sebastian (Belle & Sebastién)
- 2013 Stubbe – Von Fall zu Fall: Mordfall Maria (Fernsehserie, eine Folge)
- 2013 Un Village Français – Überleben unter deutscher Besatzung (Un Village Français, Serie in französischer Sprache, zwei Folgen)
- 2013 The Cop – Crime Scene Paris: Hôtel des Invalides (Fernsehserie, eine Folge)
- 2015 Notruf Hafenkante: Shopping (Fernsehserie, eine Folge)
- 2015 Heil (Kurzfilm)
- 2016 Die Spezialisten – Im Namen der Opfer: Große weite Welt (Fernsehserie, eine Folge)
- 2018: Spätwerk
- 2019 Der Kriminalist: Deutschland ´78 (Fernsehserie, eine Folge)
- 2021 Tatort (Folge Hetzjagd; Regie: Thomas Bohn)

### Als Regisseur
Quellen
- 2013 Im Sommer wohnt er unten (Teaser; Spielfilmkonzept)
- 2013 Auf den Hund gekommen (Kurzspielfilm)
- 2015 Im Sommer wohnt er unten (Kinospielfilm)
- 2017 Achtung Berlin – Festivaltrailer 2018 (Trailer)
- 2018 Bruder Schwester Herz (Kinospielfilm)

### Als Co-Regisseur
Quellen
- 2013 Im Sommer wohnt er unten (Teaser; Spielfilmkonzept)
- 2012 Dein Berlin (Kurzspielfilm)

### Als Drehbuchautor
Quellen
- 2013 Auf den Hund gekommen (Kurzspielfilm)
- 2013 Im Sommer wohnt er unten  (Teaser; Spielfilmkonzept)
- 2015 Im Sommer wohnt er unten (Kinospielfilm)
- 2018 Bruder Schwester Herz (Kinospielfilm)

## Auszeichnungen
Quellen
2014 "Auf den Hund gekommen":
- Publikumspreis Landshuter Kurzfilm Festival 2015

2015 "Im Sommer wohnt er unten":
- Berlinale Eröffnungsfilm Perspektive Deutsches Kino 2015
- DFJW-Preis ´Dialogue en perspective´ im Rahmen der Berlinale 2015
- ´Bester Spielfilm´ beim 11. Achtung Berlin – new berlin film award 2015
- Eröffnungsfilm 25. Filmkunstfest Mecklenburg-Vorpommern 2015
- Filmkunstpreis 2015 beim 11. Festival des deutschen Films in Ludwigshafen 2015
- Preis in der Kategorie "Neue Deutsche Filme" beim 12. Freiburger Filmfest 2015
- Fünf Seen Filmfestival 2015
- Montreal World Film Festival 2015
- Publikumspreis bei den 10. Ahrenshooper Filmnächten 2015
- German Independence Audience Award beim 22. Internationales Filmfest Oldenburg 2015